# Кристоф Вилхелм Айгнер
Кристоф Вилхелм Айгнер (на немски: Christoph Ransmayr) е австрийски писател и преводач, автор на поезия и проза.

## Биография
Кристоф Вилхелм Айгнер е роден през 1954 г. във Велс, Горна Австрия. Дълго време от своето детство прекарва в общността Грьодиг, провинция Залцбург. Баща му е служител във фирма, произвеждаща детски храни.
През 1973 г. Айгнер полага матура и отива в Залцбург, където следва германистика, комуникации и спортни науки, както и философия. Издържа следването си като футболист.
Поема журналистическо попрището и работи в ORF, а също като редактор в „Залцбургер тагесблат“.
От 1985 г. е писател на свободна практика и издател.
Според World Literature Today Айгнер е смятан за един от международно най-значимите съвременни поети.
Творчеството му е особено ценено от поетите Ерих Фрид и Сара Кирш.
Кристоф Вилхелм Айгнер живее с редуване в уединена планинска хижа в Източна Тоскана, в Рим и Залцбург.

### Поезия
- Katzenspur, 1985
- Weiterleben, 1988
- Drei Sätze, 1991
- Landsolo, 1993
- Das Verneinen der Pendeluhr, 1996
- Die Berührung, 1998
- Vom Schwimmen im Glück, 2001
- Kurze Geschichte vom ersten Verliebtsein, 2005

Ковчег от живот на хартия, изд.: ИК Агрипина, София (2006), прев. Кръстьо Станишев

### Проза
- Anti Amor, Erzählung, 1994
- Mensch. Verwandlungen, 1999
- Engel der Dichtung. Eine Lesereise, 2000
- Logik der Wolken, 2004
- Die schönen bitteren Wochen des Johann Nepomuk, Roman, 2006
- Eigenleben oder wie schreibt man eine Novelle, Novelle, 2011

## Награди и отличия
- 1982: Förderungspreis zum Georg-Trakl-Preis
- 1993: Förderungspreis zum Lyrikpreis Meran
- 1993: Wissenschaftspreis der Rotarier Salzburg
- 1996: Else-Lasker-Schüler-Förderpreis
- 1993: Aufenthaltsstipendium in Schloss Wiepersdorf
- 1995: Aufenthaltsstipendium in Schloss Wiepersdorf
- 1998: Gastprofessur an der Universität Innsbruck (Poetik-Vorlesungen)
- 2003: „Награда Антон Вилдганс“
- 2004: Dresdner Stadtschreiber
- 2004: Stipendium des Heinrich-Heine-Hauses der Stadt Lüneburg
- 2006: „Австрийска награда за художествена литература“